# Роххефелдберге
Роххефелдберге (африк. Roggeveldberge) — горный хребет в Северо-Капской провинции Южной Африки. Это удалённая часть провинции, редко посещаемая туристами. Хребет протянулся между городами Калвиния и Сатерлендом к востоку и северо-востоку от национального парка Танква-Кару.
Название «Роххефелд» происходит от дикорастущей рожь, которая обильно росла в этих местах.
Через хребет проходят два перевала:
- Перевал Оуберг (Ouberg Pass) — 1404 м[1].
- Перевал Ганнага (Gannaga Pass) — высота и координаты[2].

В Роххефелдберге выпадает в среднем около 200 мм осадков в год. Сатерленд, расположенный в западной части хребта, считается одним из самых холодных мест в Южной Африке.